# Арифова, Саиде Арифовна
Саиде Арифова (Сайде, 13 февраля 1916, Бахчисарай, Таврическая губерния — 9 августа 2007, Симферополь) — крымская татарка из Бахчисарая, которой приписываются случаи спасения еврейских детей от нацистов во время Великой Отечественной войны. До настоящего времени документальных свидетельств участия Арифовой в спасении евреев представлено не было.

## Биография
Владела немецким с детства. Во время нацистской оккупации Крыма она работала заведующей детским садом. Спасла несколько семей, дав заведомо ложные сведения об их национальности. В сентябре 1943 года немцы собрали детей керченских партизан, военачальников и солдат, сражавшихся в каменоломнях, и, использовав их как живой щит, перевезли в Севастополь. Саиде сначала выходила их, сумела подделать документы, сменив детям национальность с «еврей» на «крымский татарин», обучала детей говорить на крымскотатарском языке и практиковать крымскотатарские обычаи. Когда детей планировали отправить в Германию для проведения медицинских экспериментов, она предоставила медицинские документы об огромном количестве их заболеваний, после чего детей было решено не вывозить и даже перевести их подальше от немцев, в деревню Салачик в трёх километрах от Бахчисарая; в предоставленном доме Исмаила Гаспринского Саиде удалось организовать ремонт.
Вскоре немцы заподозрили Саиде в обмане и арестовали её, подвергнув на допросе пыткам, но она не раскрыла никакой информации. Несмотря на то, что она оказывала сопротивление нацистам и сама стала жертвой гестапо, её все равно депортировали в Ургутский район Самаркандской области Узбекской ССР во время депортации крымских татар, связанной с фактами сотрудничества некоторых из их представителей. Ей удалось представить сотрудникам НКВД спрятанные от немцев оригиналы метрик, в которых указывалось, что спасённые ею дети были именно евреями, а не крымскими татарами, и тем самым спасти их от ссылки. Лишь после перестройки она вернулась в Крым, где и проживала до своей смерти в 2007 году. Похоронена на мусульманском кладбище в могиле № 417 в селе Чистенькое Симферопольского района.
Сын — Мустафа.

## Возможная мистификация
В разных источниках приводятся разные детали того, что именно совершила Садие Арифова. РИА «Новости» упоминают 15 спасённых ею детей, Владимир Зеленский говорил о 88 детях. Согласно эфиру программы «Сегодня» телеканала НТВ, на которой выступал сын Саиде, было спасено 73 человека и члены ещё 15 семей. В программе утверждалось, что Саиде Арифова предала информацию о спасении детей гласности, рассказав об этом в одной из телепередач; также сообщалось, что благотворительный фонд «88 молитв матери» нашёл большую часть спасённых.
Яд ва-Шем и Еврейский совет Украины отказался присваивать Саиде звания праведника (Мира и Украины соответственно) в отсутствие свидетельств поступка. Неизвестны имена спасённых, нет свидетельств их потомков или документов; в том числе они не нашлись после телепередачи «Жди меня» 2002 года. Глава Украинского еврейского комитета Эдуард Долинский признавал, что крымские татары неоднократно спасали евреев во время Холокоста, но подвергал сомнению подлинность истории о Саиде Арифовой, утверждая, что «есть ряд документов, которые опровергают саму возможность того, что этот факт имел место».
Многие источники утверждают, что Яд ва-Шем присвоил ей звание праведника народов мира, но в официальной базе данных награждённых её имя не встречается.

## Увековечивание памяти
Саиде — главная героиня украинского фильма 2017 года «Чужая молитва» крымскотатарского кинорежиссёра Ахтема Сеитаблаева, родившегося в изгнании. Фильм должен был сниматься в Крыму, но после аннексии Крыма Российской Федерацией в 2014 году его снимали в Грузии и на материковой Украине.